# Saint-Pôtan
Saint-Pôtan é uma comuna francesa na região administrativa da Bretanha, no departamento Côtes-d'Armor. Estende-se por uma área de 19,95 km². Em 2010 a comuna tinha 823 habitantes (densidade: 41,3 hab./km²).